# Javra anomala
Javra anomala är en stekelart som först beskrevs av Morley 1908.  Javra anomala ingår i släktet Javra och familjen brokparasitsteklar. Inga underarter finns listade i Catalogue of Life.